# Alejandro Isturiz
Alejandro Isturiz (Buenos Aires, 9 de junio de 1972) es un periodista argentino. Actualmente se desempeña como presentador y reportero del Noticiero 51 de Telemundo.

## Educación
Es licenciado en comunicación social y locutor egresado del Instituto Superior de Comunicación Social (COSAL) en Argentina. Isturiz es miembro de NATAS (National Academy of Television Arts & Sciences) y también de la Sociedad Argentina de Locutores.

## Trayectoria
Trabajó como periodista en Telefe Noticias de Argentina desde el año 1993 hasta 2014, desempeñándose como reportero y presentador de noticias. Isturiz también trabajó como locutor de radio y redactor de noticias para RNA (Radio Nacional Argentina) de 1992 a 1999. En la radio trabajó junto a profesionales como Antonio Carrizo, Juan Carlos Mareco, Jorge Fontana, Graciela Borges y Juan Alberto Mateyko.
Desde 2014 se unió al equipo de Telemundo 51, estación dirigida a la comunidad de habla hispana en el sur de Florida, donde actualmente es presentador y reportero del Noticiero Telemundo 51.

## Premios
Durante su carrera, Alejandro Isturiz ha recibido varios premios Martín Fierro en Argentina por las ediciones de Telefe Noticias. También ha sido acreedor de cuatro Premios Emmy: en  2015 como mejor reportero; en 2016 por su trabajo en la cobertura del terremoto en Ecuador y en 2017 por sus trabajos “Unidos por Pulse” y “Muerte de Fidel Castro”.   

## Actividades benéficas
Aboga por la Fundación Tzedaka que trabaja a favor de los sectores sociales más necesitados en Argentina.